# Bracon subhylobii
Bracon subhylobii är en stekelart som beskrevs av Vladimir Ivanovich Tobias 1986. Bracon subhylobii ingår i släktet Bracon och familjen bracksteklar. Inga underarter finns listade.